# Dismember
Dismember es una banda sueca de death metal formada en 1988 en  Estocolmo, Suecia.

## Historia
La banda se formó en Estocolmo en 1988. La banda empieza a grabar a principios de 1991 y lanzan su debut, Like an Ever Flowing Stream en 1991. El álbum se convirtió en un temprano ejemplo de death metal sueco y estableció una base de fanáticos, que crecería con el lanzamiento de Pieces en 1992. La canción "Skin Her Alive" fue acusada de obscena en el Reino Unido, cargo del que la banda se defendió exitosamente.
En 1993 la banda lanza Indecent and Obscene, su álbum más exitoso, que presenta su más famoso tema: "Dreaming in Red", el videoclip fue presentado frecuentemente en MTV's Headbanger's Ball.
Como muchas otras bandas de death metal escandinavo, Dismember empezó a tocar un sonido más técnico con Massive Killing Capacity, más toques melódicos pero sin perder la esencia de su Death metal, con una muy buena respuesta del público. Aun así, deciden regresar a su estilo con Death Metal.
En el 2000, intentando recobrar el poder de sus primeros dos álbumes, lanzaron un álbum más pesado. Musicalmente entre Indecent and Obscene y Massive Killing Capacity, Hate Campaign no fue (deliberadamente) tomado seriamente por Nuclear Blast, a partir de esto fue el último álbum que editaron para Dismember. En lugar de eso, Nuclear Blast prefirió tener a Dismember como un icono del pasado (simbolizado por Like an Ever Flowing Stream y Indecent and Obscene) y mantenerse explotando estos dos discos, lanzando nuevas reediciones.
Dismember firmó para Karmageddon Records en 2004, lanzaron su único álbum bajo ese sello titulado Where Ironcrosses Grow que sonaba muy parecido a Hate Campaign y es fuertemente influenciado por Iron Maiden y Autopsy.
Cambian de compañía de nuevo en 2005, firmando para Regain Records, quien compró los derechos de sus primeros discos y los lanzó como unos lujosos digipacks. El 2006 Dismember lanza su séptimo álbum The God That Never Was continuando en el estilo de su predecesor. La banda salió de gira en febrero por Europa. En noviembre Dismember formó parte del tour Masters of Death, con Grave, Unleashed, Entombed y Exterminator.
En octubre de 2011, el bajista Tobias Cristiansson dio el siguiente comunicado: "Después de 23 años, Dismember ha decidido disolverse. Agradecemos a todos los fans por su apoyo."
El 14 de enero de 2019, se anunció su reunión a través de una publicación en sus redes sociales.

## Discografía

### Demos
- Dismembered (1988)
- Last Blasphemies (1989)
- Rehearsal (1989)
- Reborn in Blasphemy (1990)

### Álbumes
- Like an Ever Flowing Stream (1991)
- Indecent & Obscene (1993)
- Massive Killing Capacity (1995)
- Death Metal (1998)
- Hate Campaign (2000)
- Where Ironcrosses Grow (2004)
- The God That Never Was (2006)
- Dismember (2008)

### Sencillos y EP
- Skin Her Alive (Single, 1991)
- Pieces (EP, 1992)
- Casket Garden (EP, 1995)
- Misanthropic (EP, 1997)

### DVD y Videos
- Live Blasphemies (DVD, 2004)
- Soon to Be Dead (promo)
- Skinfather (promo)
- Dreaming in Red (promo)
- Casket Garden (promo)
- Trail of the Dead (promo)

## Alineación

### Última
- Matti Kärki - Voz (1990-2011)
- David Blomqvist - Guitarra (1988-2011)
- Martin Persson - Guitarra (2005-2011)
- Tobias Christiansson - Bajo (2006-2011)
- Thomas Daun - Batería (2007-2011)

### Miembros anteriores
- Fred Estby - batería
- Johan Bergebäck - Bajo
- Sharlee D'Angelo - Bajo
- Richard Cabeza - Bajo
- Magnus Sahlgren - Guitarra
- Robert Sennebäck - Voz, bajo, guitarra
- Erik Gustafsson - bajo